# Mariancsace
Mariancsace (horvátul: Marjančaci) falu Horvátországban, Eszék-Baranya megyében. Közigazgatásilag Valpóhoz tartozik.

## Fekvése
Eszéktől légvonalban 23, közúton 28 km-re északnyugatra, községközpontjától 3 km-re délre, a Szlavóniai-síkságon, a Vucsica jobb partján fekszik.

## Története
A falu a középkorban is létezett, a Vucsica melletti mocsaras területen feküdt. Létét a régészeti leletek is alátámasztják. A temető területén a lelkes helyi kutató Stjepan Kovač végzett ásatásokat, melynek során téglából épített falak maradványaira és emberi csontokra talált, melyeket a középkori templom maradványaival azonosított. A hagyomány szerint a faluban egykor bencés kolostor is állt. Ennek a maradványai is lehettek a megtalált falak. A temető közelében a Crnicának nevezett helyen is ásott, itt különféle fegyverek kerültek elő. A falu határában van egy Selište nevű hely is, mely általában egykori falvak helyét jelöli. A falu 1702-es leírása is megemlíti, hogy itt kisméretű falazott templom maradványai találhatók.
Az írásos források sajnos nem egyértelműek, mert innen 8 km-re északnyugatra egy másik, hasonló nevű (Mariánc, horvátul:Marjanci) falu is van. Így nem állapítható meg egyértelműen, hogy az adott forrás melyik településre vonatkozik. Az egyik település Kos várához, a másik Valpóhoz tartozott és mindkettőt említik „Maryancz” néven is. Csánki Dezső szerint a településnek a neve 1441-ben egy nemesi névben bukkan fel először „Samsonmaryanch” alakban. Később „Mariancz”, „Maryancz” formában is említik. Valpó várának tartozéka volt. A Marótiak voltak a birtokosai, majd kihalásuk után Mátyás király az uradalmat vingárti Geréb Mátyásnak és Péternek adományozta és sorsa Valpó sorsával egyezett meg. A török Valpó várának elestével 1543-ban foglalta el azt a területet és csak 1687-ben szabadult fel uralma alól. A török uralom idején Hadzsi Islan volt a birtokosa. A falunak egy egykerekes vízimalma is volt, melyet Valpó ostromakor a császári katonaság felgyújtott. 1702-ben 10 ház állt a településen. A 18. században Boszniából katolikus horvátok (sokácok) települtek be.
A török kiűzése után a valpói uradalom részeként kamarai birtok volt, majd 1721. december 31-én III. Károly az uradalommal együtt Hilleprand von Prandau Péter bárónak adományozta. A Prandau család 1885-ig volt a birtokosa.
Az első katonai felmérés térképén „Mariancsacze” néven található. Lipszky János 1808-ban Budán kiadott repertóriumában „Marianchacze” néven szerepel. Nagy Lajos 1829-ben kiadott művében „Marianchacze” néven 29 házzal, 178 katolikus vallású lakossal találjuk.
1857-ben 192, 1910-ben 256 lakosa volt. Verőce vármegye Eszéki járásához tartozott. Az 1910-es népszámlálás adatai szerint lakosságának 99%-a horvát anyanyelvű volt. A település az első világháború után az új szerb-horvát-szlovén állam, majd később (1929-ben) Jugoszlávia része lett. 1991-ben lakosságának 99%-a horvát nemzetiségű volt. 2011-ben 308 lakosa volt.

## Lakossága
| Lakosság változása | Lakosság változása | Lakosság változása | Lakosság változása | Lakosság változása | Lakosság változása | Lakosság változása | Lakosság változása | Lakosság változása | Lakosság változása | Lakosság változása | Lakosság változása | Lakosság változása | Lakosság változása | Lakosság változása | Lakosság változása |
| ------------------ | ------------------ | ------------------ | ------------------ | ------------------ | ------------------ | ------------------ | ------------------ | ------------------ | ------------------ | ------------------ | ------------------ | ------------------ | ------------------ | ------------------ | ------------------ |
| 1857               | 1869               | 1880               | 1890               | 1900               | 1910               | 1921               | 1931               | 1948               | 1953               | 1961               | 1971               | 1981               | 1991               | 2001               | 2011               |
| 192                | 201                | 195                | 222                | 224                | 256                | 256                | 294                | 305                | 290                | 310                | 312                | 308                | 322                | 332                | 308                |

## Nevezetességei
Szent Mária Magdolna tiszteletére szentelt római katolikus temploma a ladomérfalvi plébánia filiája 1927-ben épült. 2004 és 2012 között teljesen felújították.

## Kultúra
A KUD „Šokadija” Ivanovci, Zelčin i Marjančaci három falu kulturális és művészeti egyesülete.

## Oktatás
A helyi tanulók a ladomérfalvi általános iskolába járnak.

## Sport
Az NK Croatia Marjančaci labdarúgócsapata a megyei 3. ligában szerepel. A klubot 1973-ban alapították.

## Egyesületek
DVD Marjančaci önkéntes tűzoltó egyesület.